# Romain Mareuil
Pas d'image ? Cliquez ici

a Compétitions nationales et continentales officielles uniquement.

Dernière mise à jour le 27 mars 2021.
Romain Mareuil, né le 22 mai 1989, est un joueur français de rugby à XV qui évoluait au poste de talonneur, reconverti en tant qu'entraîneur.

## Carrière

### Joueur
Romain Mareuil débute le rugby à l'âge de 8 ans et il est issu du centre de formation du Stade montois.
Il débute avec le Stade montois lors de la saison 2010-2011. De 2011 à 2013, il évolue avec l'US Morlaàs en Fédérale 1. 
En 2013, il rejoint Soyaux Angoulême XV Charente en Fédérale 1. Avec le club charentais, il dispute 62 matches et marque 3 essais. Il participe à la montée du club en Pro D2 en 2016. Le 7 décembre 2018, il est victime d'une commotion cérébrale face à l'USON Nevers et ne joue plus au rugby. Fin 2019, il est déclaré inapte au métier de joueur de rugby professionnel et met un terme à sa carrière.

### Entraîneur
En novembre 2019, Romain Mareuil est nommé entraîneur des avants de l'US Tyrosse en Fédérale 1 en remplacement de Frédéric Garcia.
Pour la saison 2020-2021, il devient co-entraîneur des espoirs avec Romain Cabannes du centre de formation du Stade montois,.

## Palmarès
Néant.